# Custe o Que Custar
Custe o Que Custar (traducción al idioma español: Cueste lo que cueste), más conocido por sus iniciales CQC, es un programa humorístico semanal de la televisión brasileña, producido por Eyeworks y transmitido por Rede Bandeirantes desde 17 de marzo de 2008. Es presentado por Marcelo Tas, Marco Luque y Rafinha Bastos. Los informes son realizados por los cronistas Rafael Cortez, Danilo Gentili, Felipe Andreoli, Oscar Filho, Monica Iozzi - este último elegido en el programa del 28 de septiembre de 2009 en el concurso para la elección del Octavo Integrante - y Mauricio Meirelles - que entró en el programa en noviembre de 2011.
El programa se ocupa de los acontecimientos políticos, las artes y el deporte de cada semana con un toque satírico y humorístico, bromeando con la información mediante efectos de sonido y gráficos entre las imágenes de los informes.
Está basado en el programa argentino Caiga quien caiga, creado en 1995 por Mario Pergolini.

## Historia

### Temporada 1 (2008)
Estrenada el 17 de marzo de 2008, en colaboración con la banda de Eyeworks Cuatro-Cabezas (ahora Eyeworks), productor de la original Caiga quien caiga.
El primer programa fue la controvertida prohibición de los miembros del programa para hacer informes sobre el Congreso Nacional. Con esto, la campaña fue creada el "CQC no Congresso" que recogió miles de firmas con el fin de volver a hacer que los materiales en el sitio.
En un principio, el programa tuvo el Repórter Inexperiente, donde Danilo Gentili desempeñó el papel de una prensa profesional que perdió el balón en el momento de entrevistar a celebridades. La tabla no se quedó mucho tiempo en el aire debido a su éxito, evitando así nuevos juegos que Danilo hizo, porque no tenían más. Danilo, sin embargo, siguió atrayendo.
En agosto de 2008, el programa envía Felipe Andreoli para la cobertura de los Juegos Olímpicos de Beijing.
Rafael Cortez estuvo involucrado en una controversia en el Festival Internacional de Cine de Venecia en septiembre de 2008. El reportero logró invadir la alfombra roja para tratar de entrevistar a celebridades y terminó siendo arrestado por la policía italiana
Al final de 2008, el programa llevó a la adjudicación de la Asociación Paulista de Críticos de Arte (APCA) como el mejor espectáculo de comedia del año.

### Temporada 2 (2009)
El 9 de marzo, el programa comenzó su segunda temporada. El programa había cambiado sus paisajes y viñetas para la temporada 2009. Sin embargo, el CQC debutó nuevos marcos como el "Palavras Cruzadas", donde dos personas diferentes las mismas preguntas y "Fala na Cara", donde la gente puede hablar personalmente sobre lo que piensas acerca de ciertos políticos.
En abril, el programa se llevó el "Troféu Imprensa" para el programa de la mejor comedia en 2008.
Sin embargo, el CQC llegó a tener que enfrentar problemas legales. Al llamar a la imagen Palavras Cruzadas, el presentador Marcelo Tas estaba confundido y llamó a la actriz porno Pamela Butt de prostituta. Tas se corrigió, pero Pamela presentó una demanda contra el programa.

#### Censura
Alegando que los miembros del programa son muy duros con los políticos y problemas con respecto a los polémicos comentarios de los integrantes, los directivos de Rede Bandeirantes censuraron al programa, el cual no salió al aire durante un tiempo en el año 2009. Danilo Gentili tenía instrucciones de no asistir al movimiento "Sarney Away" que se produjo el 1 de julio de 2009.
En septiembre se hizo un llamado para seleccionar más de un reportero del programa, conocido como el 8º Integrante CQC. Entre los más de 28.000 suscriptores, Monica Iozzi fue la ganadora y es la única mujer del grupo.
El 31 de octubre, Danilo Gentili fue detenido por la policía durante la grabación de una nota de CQC Investiga sobre la política de tolerancia cero a la vagancia implementada en la ciudad de Assis, SP. Para realizar la investigación, el periodista se disfrazó como un mendigo. Danilo fue esposado y llevado a la Dependencia Policial por perturbar el orden público. El delegado de Assis entendió que todo era un malentendido y Gentili fue liberado, aunque sufrió la rotura de un dedo.

#### Especial "Copa Mundial de Fútbol de 2010"
El 10 de diciembre, el CQC pasó un especial sobre la Copa Mundial de Fútbol de 2010, el envío de Sudáfrica Felipe Andreoli y Rafael Cortez.

### Temporada 3 (2010)
La tercera temporada de la serie fue anunciada en una conferencia de prensa el 8 de marzo. En la conferencia de prensa, las imágenes fueron presentadas el Trabalho Forçado, Cidadão em Ação, Luque Responde y Piores Notícias da Semana, y el escenario del programa para la temporada. Esta temporada se estrenó el 15 de marzo y tuvo su último episodio se transmitió en vivo el 20 de diciembre. El último episodio de la temporada, grabado, fue emitido el 27 de diciembre.

#### Controversia con la ciudad deBarueri
En el estreno de la tercera temporada, que marcó el debut de Danilo Gentili en Proteste Já, junto con Rafinha Bastos. En este primer artículo, que mostró la donación de un televisor LCD equipado con un sistema GPS instalado más tarde, que fue donado a una escuela de Barueri, en el Gran São Paulo. A través de GPS, se descubrió que la televisión había sido desviado a la casa de uno de los empleados de la escuela.
El asunto fue polémico ya que fue censurado anteriormente por la demanda presentada por el alcalde de Barueri, Rubens Furlan (PMDB), y aceptado por el juez Nilza Bueno da Silva, del Tribunal de Cuentas de Barueri. La acusación fue que no podía ser sensacionalistas y que la ciudad debe tener conocimiento previo sobre él. El presentador Marcelo Tas, durante el programa, dijo que la actitud se consideró la censura, porque el asunto fue censurada sin ser asistido, y contrariamente a lo alegado, se le dio la respuesta correcta.
El informe fue publicado y se muestra en la semana siguiente, el 22 de marzo de 2010. Un día después del estreno de la temporada, Danilo Gentili fue la ciudad de Barueri, donde se entrevistó con el alcalde de Rubens Furlan. Preguntado sobre la censura de la materia, el político habló:

"No era la censura. Mi secretaria legal que vieron esta estupidez de los suyos. Ustedes son unos tarados, no el talento, los tontos, pícaros, que se encuentran el derecho a ridiculizar al Congreso. ¿Quién es usted? Hablar conmigo ... ¿Quién eres tú? [...] [Respuesta Gentili: Danilo Gentili placer, ¿cómo estás?]. Yo no le dará la bienvenida. No cumplimiento de idiota. [...] Ve a ver quién es ese calvo burlarse de los idiotas sin talento payasos, que se prestan a desmoralizar a los otros. Ustedes son idiotas, se prestan para poner a otros. Y la democracia, si usted quiere saber, es lo que permite a las personas como tú lo que estás haciendo. Cueste lo que cueste, estos cabrones. ¿Y sabes por qué estoy hablando con usted? Para mostrar que usted es absolutamente nada antes de la pelea que se desarrolló para democratizar el país y permitir que los idiotas y se puede hablar de CQC ... a cualquier precio."
Rubens Furlan

El alcalde recibió el TV y dio un documento de confirmación a Gentili. La entrevista también se emitió el 22 de marzo, después de ver la imagen. El juez Marrey Uint de la Sala de Derecho tercero Público de la Corte de St. Paul, pidió al fiscal que investigue posibles delitos involucrados en el caso y emitió la siguiente declaración, leída por Marcelo Tas durante el programa:

"No hay democracia sin una prensa libre. La Constitución consagra a la manifestación la fuerza del pensamiento, creación y expresión sin restricciones. Este asunto sólo para demostrar por lo menos una falta de respeto de los principios de la moralidad y la legalidad, es una flagrante contradicción entre las declaraciones de los entrevistados, como el señor Secretario de Educación, el director de señora de la autoridades de la escuela y la ciudad, incluyendo el este sintonizador."
Marrey Uint

El marco de la pantalla ha hecho que el programa llegó a su año récord, con un promedio de 5 puntos y picos de 9 puntos.
Para hacer la cobertura de la Copa Mundial de Fútbol de 2010, el CQC envió a Felipe Andreoli y Rafael Cortez de nuevo a los asuntos no sólo con la selección brasileña como en otros juegos y la formación de otras selecciones.

#### CQC 100
El 14 de junio fue un espectáculo especial para celebrar el centenario de la edición del programa. En este tema, en particular, no fue la parte posterior del marco con el Repórter Inexperiente con Danilo Gentili (enmascaramiento) entrevistas Itamar Franco. En el hecho, los fanes de la serie, el 19 de junio, realizó el Flashmob CQC organizada por Chris Rodrigues.

#### Los ataques contra el equipo del programa
En un informe que aparece el 6 de julio de 2010, periodista Danilo Gentili fue atacado y derribado al suelo por algunas de las políticas de seguridad José Sarney sin haber hecho una pregunta en el parlamento.
En un informe que aparece el 14 de junio de 2010, el periodista Monica Iozzi y un equipo del programa fueron golpeados por el diputado Nelson Trad (PMDB-MS), mientras que haciendo un reportaje sobre las peticiones del Congreso. Una chica que era parte del programa de producción se orientó a recoger las firmas de los congresistas, que en su mayoría no otorga lo que estaban firmando.
El documento firmado por Trad pidió la inclusión de un litro de licor en el programa Bolsa Familia. Al ser informado de lo que era, el miembro es alabado y maldijo al equipo. Monica Iozzi llegó a ser empujado y un camarógrafo tenía la ropa hecha jirones y dañó parte del equipo. Tras el incidente, Nelson Trad abrió una investigación y llegó a afirmar que el equipo del programa a batir.
A la semana siguiente, el 21 de junio de 2010, el programa les niega el informe parlamentario en la transmisión de la completa sin cortes, que revela que el asalto procedía de la diputada, y no todos los miembros del CQC.

### Temporada 4 (2011)
En la apertura de la temporada el 14 de marzo, Ronaldo hizo un cameo en el que había de traer una balanza para pesar a causa de una apuesta hecha en 2010 por Marcelo Tas. Cuando se compara el total fue de 73 kg. El otro día, Ronaldo dijo en Twitter que había cambiado el equilibrio.

Galera, devo confessar que manipulei a balança!!! Beijos e boa noite.
(es:Chicos, tengo que confesar que manipular el equilibrio! Besos y buenas noches.)

Otro hecho que causó gran repercusión fue la apertura de nuevas viñetas e imágenes del programa, que tiene símbolos illuminati.
El 13 de junio, se emitió un especial sobre la mentira.

#### CQC 150
El 8 de agosto, fue un show especial celebrando los 150 edicións del programa. Inicialmente, el programa será operado en la ciudad de Río de Janeiro, pero la idea fue cancelada. En esta edición, apareció Eduardo Suplicy, Preta Gil, Mauricio de Sousa y Luciana Giménez.

#### Rafinha Bastos eliminación de la presentación del programa
Más informaciones: Caso "Wanessa Camargo"
A finales de septiembre de 2011, la Rede Bandeirantes oficialmente autorización por tiempo indefinido presentador Rafinha Bastos. La razón de la retirada se debe a una broma que el cómico hizo en el programa sobre el cantante que acaba de Wanessa desagradar al cantante y su marido, que es un socio de una agencia que representa a algunos anunciantes en el programa. El 3 de octubre, Monica Iozzi tomó su lugar fue el tercer presentador del programa. Ya el 10 de octubre que era hora de reemplazar Oscar Filho en el banquillo. La situación no ha sido aún completamente definido por la red.

#### Especial "Día del Niño"
El 10 de octubre, el programa tuvo un especial sobre el Día del Niño. En esta edición, Rafinha Bastos fue reemplazado por el Oscar Filho, debido a la suspensión del programa. En esta edición, el programa mostró al reportero mirim João Pedro Carvalho, a partir de esta edición, es ahora la presentación de informes para el programa en forma esporádica.

## Miembros

### Reparto actual
| Año           | Miembro            | Notas                                              |
| ------------- | ------------------ | -------------------------------------------------- |
| 2008 - actual | Marcelo Tas        | Presentador                                        |
| 2008 - actual | Rafinha Bastos     | Presentador (periodista del programa finalmente)   |
| 2008 - actual | Marco Luque        | Presentador                                        |
| 2008 - actual | Danilo Gentili     | Periodista                                         |
| 2008 - actual | Rafael Cortez      | Periodista y el anfitrión de la tabla CQTeste.     |
| 2008 - actual | Oscar Filho        | Periodista y el anfitrión de la tabla Proteste Já. |
| 2008 - actual | Felipe Andreoli    | Periodista                                         |
| 2009 - actual | Monica Iozzi       | Periodista                                         |
| 2011 - actual | Mauricio Meirelles | Periodista                                         |

### Exmiembros
| Año  | Miembro        | Notas                       |
| ---- | -------------- | --------------------------- |
| 2008 | Warley Santana | Repórter do quadro Em Foco. |

## Premios y nominaciones
| Año  | Premio                             | Categoría                  | Resultado                                   |
| ---- | ---------------------------------- | -------------------------- | ------------------------------------------- |
| 2008 | Premio APCA                        | Mejor programa del comedia | Ganó                                        |
| 2008 | Prêmio Contigo                     | Mejor comedia              | Ganó                                        |
| 2008 | Prêmio About Mídia                 | —                          | Ganó                                        |
| 2008 | Prêmio Arte Qualidade Brasil       | Mejor comedia              | Ganó                                        |
| 2008 | Prêmio Tudo de Bom! (Jornal O Dia) | —                          | Ganó                                        |
| 2009 | Prêmio APCA                        | Mejor programa del comedia | Ganó                                        |
| 2009 | Troféu Imprensa                    | Mejor programa del comedia | Ganó (junto con el programa "Pânico na TV") |
| 2009 | Prêmio Arte Qualidade Brasil       | Mejor comedia              | Ganó                                        |
| 2009 | Prêmio Extra                       | —                          | Ganó                                        |
| 2009 | Prêmio Contigo                     | Mejor comedia              | Ganó                                        |
| 2010 | Troféu Imprensa                    | Mejor programa del comedia | Ganó (junto con el programa "Show do Tom")  |
| 2010 | Premio Arte Qualidade Brasil       | Mejor programa del comedia | Ganó                                        |
| 2011 | Prêmio Extra                       | Mejor comedia              | Pendiente                                   |